# «Решта світу» на пісенному конкурсі Євробачення

«Решта світу» на Євробаченні

Голосування «Решти світу» (англ. The Rest of the World Vote), також відоме як ROW Vote, запровадили 2023 року, щоб надати шанувальникам Пісенного конкурсу Євробачення можливість проголосувати за своїх фаворитів у прямому ефірі поза межами країн-учасниць конкурсу. Подібно до звичайного телеголосування, зібрані голоси об'єднуються, сумуються та складаються в окремий набір балів від категорії «Решта світу» як у піфіналах, так й у фіналі. Це голосування має таку ж вагу, як бали однієї країни-учасниці.
Під час Євробачення 2023 голоси від «Решти світу» надійшли зі 107 країн, 2024 року кількість країн збільшилася до 119, а 2025 року — до 146.

## Історія
У листопаді 2022 року Європейська мовна спілка оголосила, що країни, які потраплятимуть у фінал, визначатимуться лише голосуванням глядачів. Окрім цього, стало відомо про введення нової категорії голосування глядачів — «Решта світу», яка охоплює глядачів із країн, які не беруть участь у Пісенному конкурсі Євробачення як у Європі, так і поза її межами.

У травні 2023 року виконавчий супервайзер Євробачення Мартін Естердаль зазначив, що категорія «Решта світу» була натхненна Дитячим Євробаченням, де онлайн-голосування використовується з 2017 року, та додав:
«Я був здивований тим, що 182 країни проголосували на Дитячому Євробаченні 2020 у Варшаві, і це говорить про те, що Євробачення стає глобальним явищем».
Оскільки немає журі, яке також представляло б «Решту світу», це означає, що перевага у балах після введення нової категорії зважена на користь телеголосування: на один більше список балів глядачів, аніж у журі.

### Країни
Європейська мовна спілка не оголошує повний перелік країн, які мають право голосування на платформі «Решта світу». Проте відомо, що деякі країни не мають права голосу. Однією з них є Росія, те ж може стосуватися і Білорусі, мовника якої виключили з ЄМС у 2021 році.

## Правила
Під час конкурсу 2023 року категорія «Решта світу», як і країни-учасниці тогорічного Євробачення, могли проголосувати лише після того, як усі пісні були виконані в кожному з півфіналів та фіналі протягом обмеженого періоду часу. Та 2024 року відбулися зміни, згідно з якими глядачі з усього світу, окрім країн-учасниць, можуть голосувати протягом 24 годин перед кожним півфіналом і фіналом. Голосування у фіналі також відкрилося безпосередньо перед виконанням першої пісні, залишилося відкритим протягом усього шоу та тривало ще 40 хвилин після виконання фінальної пісні.
У двох півфіналах та фіналі результати голосування «Решта світу» перетворюються на традиційні бали, згідно з якими пісня, за яку віддали найбільше голосів, отримує 12 балів, друге місце — 10 балів, і наступні місця в десятці найкращих від 8 до 1 балу. Це означає, що право голосу в «Решті світу» є еквівалентним праву голосу однієї країни-учасниці.
Усі глядачі з країн, які не беруть участь у Євробаченні, можуть проголосувати за допомогою офіційного додатку Євробачення або спеціальному сайті. Додаток і вебсайт автоматично забезпечують правильний метод голосування для всіх країн. Місцезнаходження визначається за допомогою ідентифікатора способу оплати. Транзакції країн, яким не дозволене голосування, відхиляються, якщо платіжна картка буде видана країною, у якій накладено це обмеження, і голоси не зараховуються до остаточних результатів.
Вартість кожного голосу становить 0,99 євро в конвертації у валюту країни, з якої відбувається голосування. Максимальна кількість голосів з однієї платіжної картки — 20.

## Історія голосування (2023—2024)

### 2023
Найбільше онлайн голосів від «Решти світу» під час Євробачення 2023 зі 107 країн віддали зі США, Канади, Косово, Люксембургу, Нової Зеландії, Мексики, Угорщини, Словаччини, ОАЕ, Туреччини та Чилі.
| Бали | Фінал                                   | Півфінал 1                                  | Півфінал 2                                      |
| ---- | --------------------------------------- | ------------------------------------------- | ----------------------------------------------- |
| 12   | Ізраїль Ноа Кірел — «Unicorn»           | Ізраїль Ноа Кірел — «Unicorn»               | Албанія Альбіна та р. Келменді — «Duje»         |
| 10   | Фінляндія Käärijä — «Cha Cha Cha»       | Фінляндія Käärijä — «Cha Cha Cha»           | Вірменія Brunette — «Future Lover»              |
| 8    | Вірменія Brunette — «Future Lover»      | Латвія Sudden Lights — «Aijā»               | Австрія Тея і Саліна — «Who the Hell is Edgar?» |
| 7    | Швеція Лорін — «Tattoo»                 | Швеція Лорін — «Tattoo»                     | Австралія Voyager — «Promise»                   |
| 6    | Албанія Альбіна та р. Келменді — «Duje» | Португалія Mimicat — «Ai coração»           | Словенія Joker Out — «Carpe diem»               |
| 5    | Україна Tvorchi — «Heart of Steel»      | Чехія Vesna — «My Sister's Crown»           | Бельгія Густаф — «Because of You»               |
| 4    | Норвегія Алессандра — «Queen of Kings»  | Молдова Паша Парфеній — «Soarele și luna»   | Литва Моніка Лінкіте — «Stay»                   |
| 3    | Хорватія Let 3 — «Mama ŠČ!»             | Хорватія Let 3 — «Mama ŠČ!»                 | Ісландія Diljá — «Power»                        |
| 2    | Іспанія Бланка Палома — «Eaea»          | Сербія Люк Блек — «Samo mi se spava»        | Естонія Аліка — «Bridges»                       |
| 1    | Франція Ла Зарра — «Évidemment»         | Мальта The Busker — «Dance (Our Own Party)» | Грузія Іру — «Echo»                             |

### 2024
У 2024 році категорія «Решта світу» охоплювала голоси зі 119 країн, що на 12 більше порівняно з попереднім роком. Найбільше голосів надійшло зі США, Канади, Румунії, Мексики, ОАЕ, Туреччини, ПАР, Угорщини, Словаччини та Болгарії.
| Бали | Фінал                                                 | Півфінал 1                                            | Півфінал 2                                             |
| ---- | ----------------------------------------------------- | ----------------------------------------------------- | ------------------------------------------------------ |
| 12   | Ізраїль Еден Ґолан — «Hurricane»                      | Україна alyona alyona & Jerry Heil — «Teresa & Maria» | Ізраїль Еден Ґолан — «Hurricane»                       |
| 10   | Україна alyona alyona & Jerry Heil — «Teresa & Maria» | Ірландія Bambie Thug — «Doomsday Blue»                | Нідерланди Йост Кляйн — «Europapa»                     |
| 8    | Хорватія Baby Lasagna — «Rim Tim Tagi Dim»            | Хорватія Baby Lasagna — «Rim Tim Tagi Dim»            | Вірменія Ladaniva — «Jako»                             |
| 7    | Ірландія Bambie Thug — «Doomsday Blue»                | Словенія Raiven — «Veronika»                          | Естонія 5MIINUST та Puuluup — «(Nendest) nark… midagi» |
| 6    | Швейцарія Nemo — «The Code»                           | Люксембург Талі — «Fighter»                           | Швейцарія Nemo — «The Code»                            |
| 5    | Вірменія Ladaniva — «Jako»                            | Литва Silvester Belt — «Luktelk»                      | Греція Маріна Сатті — «Zari»                           |
| 4    | Люксембург Талі — «Fighter»                           | Сербія Teya Dora — «Ramonda»                          | Грузія Нуца Бузаладзе — «Firefighter»                  |
| 3    | Греція Маріна Сатті — «Zari»                          | Португалія Іоланда — «Grito»                          | Норвегія Gåte — «Ulveham»                              |
| 2    | Франція Сліман — «Mon Amour»                          | Австралія Electric Fields — «One Milkali (One Blood)» | Сан-Марино Megara — «11:11»                            |
| 1    | Італія Анджеліна Манго — «La noia»                    | Фінляндія Windows95man — «No Rules!»                  | Чехія Aiko — «Pedestal»                                |

### 2025
Голосування в межах категорії «Решта світу» на Євробаченні 2025 відбулося у 146 країнах. До десятки країн, які голосували найактивніше, увійшли США, Канада, Румунія, Словаччина, Мексика, Туреччина, Угорщина, Косово, ОАЕ та ПАР.
| Бали | Фінал                                       | Півфінал 1                               | Півфінал 2                                  |
| ---- | ------------------------------------------- | ---------------------------------------- | ------------------------------------------- |
| 12   | Ізраїль Юваль Рафаель — «New Day Will Rise» | Албанія Shkodra Elektronike — «Zjerm»    | Ізраїль Юваль Рафаель — «New Day Will Rise» |
| 10   | Албанія Shkodra Elektronike — «Zjerm»       | Україна Ziferblat — «Bird of Pray»       | Латвія Tautumeitas — «Bur man laimi»        |
| 8    | Україна Ziferblat — «Bird of Pray»          | Ісландія Væb — «Róa»                     | Чехія Adonxs — «Kiss Kiss Goodbye»          |
| 7    | Греція Клавдія — «Asteromata»               | Швеція KAJ — «Bara bada bastu»           | Греція Клавдія — «Asteromata»               |
| 6    | Швеція KAJ — «Bara bada bastu»              | Польща Юстина Стечковська — «Gaja»       | Фінляндія Еріка Вікман — «Ich komme»        |
| 5    | Фінляндія Еріка Вікман — «Ich komme»        | Португалія Napa — «Deslocado»            | Литва Katarsis — «Tavo akys»                |
| 4    | Польща Юстина Стечковська — «Gaja»          | Естонія Томмі Кеш — «Espresso Macchiato» | Австралія Go-Jo — «Milkshake Man»           |
| 3    | Іспанія Melody — «Esa diva»                 | Норвегія Кайл Алессандро — «Lighter»     | Данія Сіссал — «Hallucination»              |
| 2    | Естонія Томмі Кеш — «Espresso Macchiato»    | Хорватія Марко Бошняк — «Poison Cake»    | Мальта Міріана Конте — «Serving»            |
| 1    | Австрія JJ — «Wasted Love»                  | Нідерланди Клод — «C'est La Vie»         | Ірландія Еммі — «Laika Party»               |

## Загальна кількість балів (2023—2025)
Країни, що отримали найбільше балів у фіналі та півфіналах.
| №  | Країна     | Бали |
| -- | ---------- | ---- |
| 1  | Ізраїль    | 72   |
| 2  | Україна    | 45   |
| 3  | Албанія    | 40   |
| 4  | Фінляндія  | 32   |
| 5  | Вірменія   | 31   |
| 6  | Швеція     | 27   |
| 7  | Хорватія   | 24   |
| 8  | Греція     | 22   |
| 9  | Ірландія   | 18   |
| 10 | Латвія     | 18   |
| 11 | Естонія    | 15   |
| 12 | Литва      | 14   |
| 13 | Португалія | 14   |
| 14 | Чехія      | 14   |
| 15 | Австралія  | 13   |
| 16 | Словенія   | 13   |
| 17 | Швейцарія  | 12   |
| 18 | Нідерланди | 11   |
| 19 | Люксембург | 10   |
| 20 | Норвегія   | 10   |
| 21 | Польща     | 10   |
| 22 | Австрія    | 9    |
| 23 | Сербія     | 6    |
| 24 | Бельгія    | 5    |
| 25 | Грузія     | 5    |
| 26 | Іспанія    | 5    |
| 27 | Молдова    | 4    |
| 28 | Данія      | 3    |
| 29 | Ісландія   | 3    |
| 30 | Мальта     | 3    |
| 31 | Франція    | 3    |
| 32 | Сан-Марино | 2    |
| 33 | Італія     | 1    |